# 마루뼈

두개골의 측면부
1. 이마뼈(Frontal bone)
2. 마루뼈 (Parietal bone)
3. 코뼈(Nasal bone))
4. 벌집뼈(Ethmoid bone)
5. 눈물뼈(Lacrimal bone)
6. 나비뼈(Sphenoid bone)
7. 뒤통수뼈(Occipital bone)
8. 관자뼈(Temporal bone)
9. 광대뼈(Zygomatic bone)
10. 위턱뼈(Maxilla)
11. 아래턱뼈(Mandible)

마루뼈 또는 두정골(頭頂骨, 영어: Parietal bone)은 머리뼈를 구성하는 뼈의 하나이다. 두 개의 뼈가 한 쌍을 이루어 머리뼈의 천장을 형성하며, 각각의 뼈는 사각형의 판 모양(quadrilateral)이다. 두 개의 면과 네 개의 가장자리, 네 개의 각으로 구성되어 있다.

## 관절
하나의 마루뼈는 반대편 마루뼈, 1개의 뒤통수뼈, 1개의 이마뼈, 1개의 관자뼈, 1개의 나비뼈와 관절한다. 이마뼈와의 관절부를 관상봉합(영어: coronal suture), 관자뼈와의 관절부를 비늘봉합(영어: squamous suture)이라고 한다.

## 골화(骨化)
두정골의 골화(영어: ossification)는 두정융기(영어: parietal eminence)에서 일어난다.

## 같이 보기
- 뼈
- 두정엽